# 3174 Alcock
3174 Alcock este un asteroid din centura principală, descoperit pe 26 octombrie 1984 de Edward Bowell.